# كانلاون
مدينة كانلاون (بالتاغالوغية: Lungsod ng Canlaon)‏ هي مدينة تقع في مقاطعة أورينتال نيغروس، الفلبين. يبلغ عدد سكانها 58822 نسمة حسب تعداد 2020.

## المناخ
| البيانات المناخية لـمدينة كانلاون                                                            | البيانات المناخية لـمدينة كانلاون | البيانات المناخية لـمدينة كانلاون | البيانات المناخية لـمدينة كانلاون | البيانات المناخية لـمدينة كانلاون | البيانات المناخية لـمدينة كانلاون | البيانات المناخية لـمدينة كانلاون | البيانات المناخية لـمدينة كانلاون | البيانات المناخية لـمدينة كانلاون | البيانات المناخية لـمدينة كانلاون | البيانات المناخية لـمدينة كانلاون | البيانات المناخية لـمدينة كانلاون | البيانات المناخية لـمدينة كانلاون | البيانات المناخية لـمدينة كانلاون |
| الشهر                                                                                        | يناير                             | فبراير                            | مارس                              | أبريل                             | مايو                              | يونيو                             | يوليو                             | أغسطس                             | سبتمبر                            | أكتوبر                            | نوفمبر                            | ديسمبر                            | المعدل السنوي                     |
| -------------------------------------------------------------------------------------------- | --------------------------------- | --------------------------------- | --------------------------------- | --------------------------------- | --------------------------------- | --------------------------------- | --------------------------------- | --------------------------------- | --------------------------------- | --------------------------------- | --------------------------------- | --------------------------------- | --------------------------------- |
| متوسط درجة الحرارة الكبرى °م (°ف)                                                            | 26 (79)                           | 27 (81)                           | 28 (82)                           | 29 (84)                           | 28 (82)                           | 27 (81)                           | 26 (79)                           | 27 (81)                           | 27 (81)                           | 26 (79)                           | 26 (79)                           | 26 (79)                           | 27 (81)                           |
| متوسط درجة الحرارة الصغرى °م (°ف)                                                            | 20 (68)                           | 20 (68)                           | 20 (68)                           | 21 (70)                           | 22 (72)                           | 22 (72)                           | 22 (72)                           | 22 (72)                           | 22 (72)                           | 22 (72)                           | 21 (70)                           | 20 (68)                           | 21 (70)                           |
| الهطول مم (إنش)                                                                              | 100 (3.9)                         | 75 (3.0)                          | 90 (3.5)                          | 101 (4.0)                         | 183 (7.2)                         | 242 (9.5)                         | 215 (8.5)                         | 198 (7.8)                         | 205 (8.1)                         | 238 (9.4)                         | 194 (7.6)                         | 138 (5.4)                         | 1٬979 (77.9)                      |
| متوسط الأيام الممطرة                                                                         | 14.9                              | 11.3                              | 14.5                              | 17.4                              | 26.4                              | 28.4                              | 28.5                              | 27.5                              | 26.9                              | 28.4                              | 24.2                              | 17.2                              | 265.6                             |
| المصدر: Meteoblue (Use with caution: this is modeled/calculated data, not measured locally.) |                                   |                                   |                                   |                                   |                                   |                                   |                                   |                                   |                                   |                                   |                                   |                                   |                                   |